# Colonia Agrícola San José
Colonia Agrícola San José är en ort i Mexiko.   Den ligger i kommunen Guadalcázar och delstaten San Luis Potosí, i den centrala delen av landet, 400 km norr om huvudstaden Mexico City. Colonia Agrícola San José ligger 1 291 meter över havet och antalet invånare är 411.
Terrängen runt Colonia Agrícola San José är huvudsakligen kuperad, men åt sydväst är den platt. Runt Colonia Agrícola San José är det glesbefolkat, med 12 invånare per kvadratkilometer. Närmaste större samhälle är Cerritos, 16,7 km söder om Colonia Agrícola San José. Trakten runt Colonia Agrícola San José består i huvudsak av gräsmarker.